# 圣宗徒堂 (佛罗伦萨)
圣宗徒堂（Chiesa dei Santi Apostoli）是一座罗马天主教教堂，位于意大利佛罗伦萨。该堂建于11世纪，虽然在15、16世纪经过改建，仍是该市少数保留中世纪特征的建筑之一。圣宗徒堂面临灵薄狱广场（Piazza del Limbo），此处古代曾是未受洗礼而夭折的婴儿墓地。

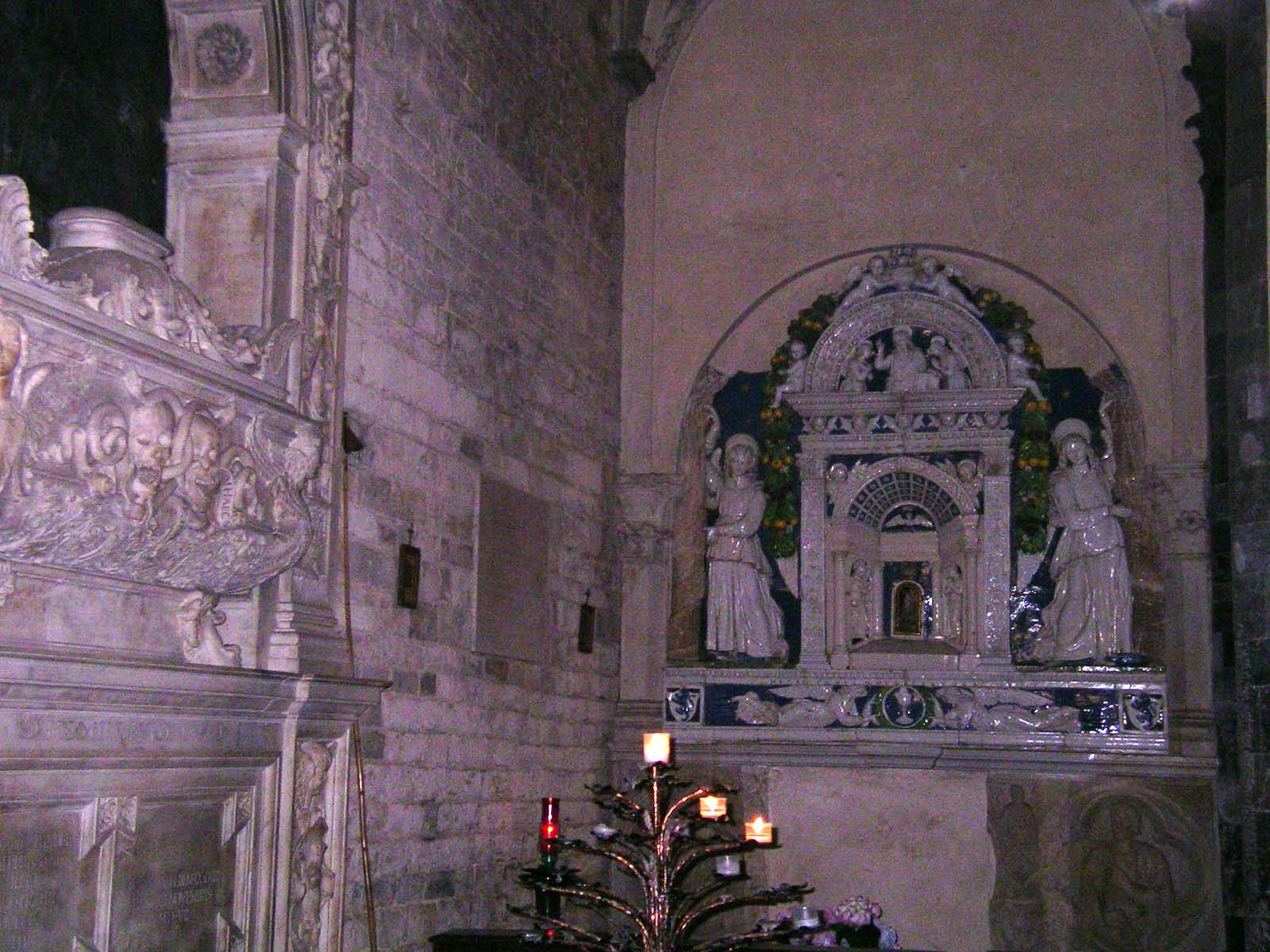

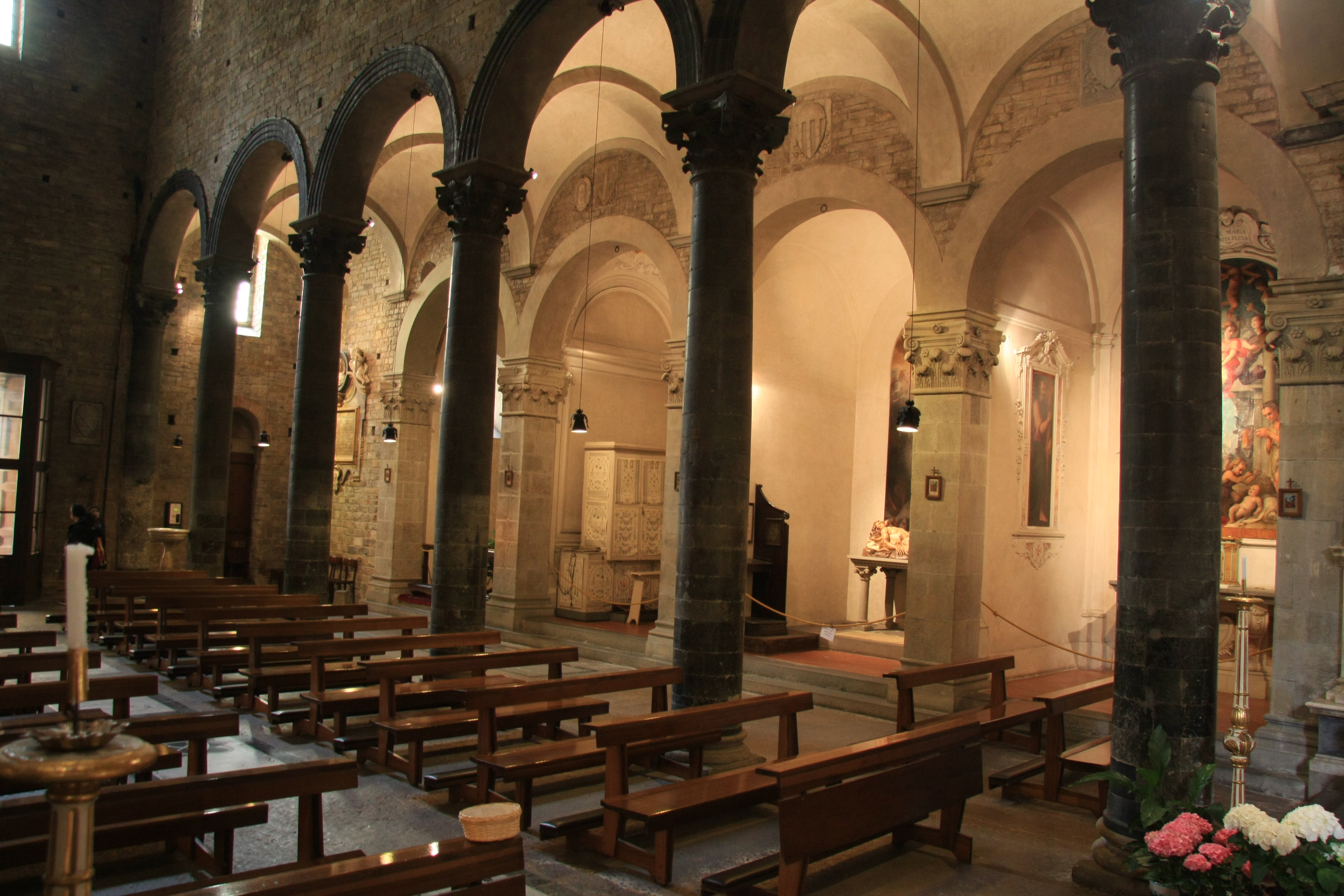
内部

立面简洁，为罗曼式。 